# Lokmyran
Lokmyran är ett naturreservat i Bräcke kommun i Jämtlands län.
Området är naturskyddat sedan 2017 och är 85 hektar stort. Reservatet består av gammal tallskog som har brunnit många gånger med mindre fickor av gran och även lövträd där det brunnit.